# Senice
Senice (deutsch Senitz) ist eine Gemeinde in Tschechien. Sie liegt acht Kilometer nordöstlich von Poděbrady und gehört zum Okres Nymburk.

## Geographie

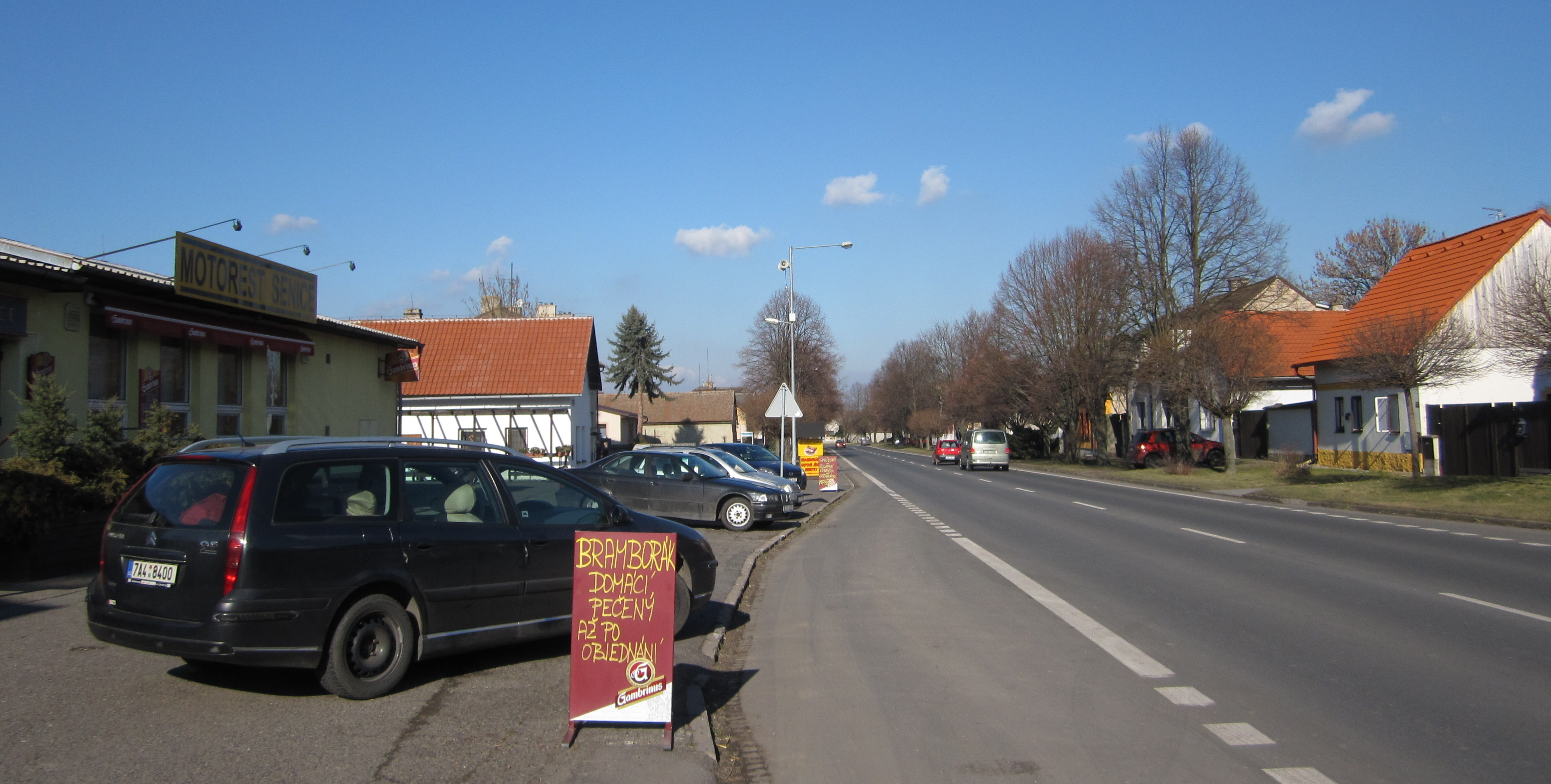
Ortsdurchfahrt

Senice befindet sich auf einem Höhenzug östlich der Blatowiesen auf der Ostböhmischen Tafel. Durch die Gemeinde führt die Staatsstraße I/32 zwischen Poděbrady und Jičín.
Nachbarorte sind Činěves und Velenice im Norden, Podmoky und Vrbice im Osten, Srbce und Okřínek im Süden, Pátek im Südwesten, Blato und Ostrov im Westen sowie Úmyslovice im Nordwesten.

## Geschichte
Senice entstand im 13. Jahrhundert am Ufer des Teiches Vyhlíd. Die erste schriftliche Erwähnung erfolgte 1383. In Senice bestand zu dieser Zeit eine Feste. 1579 entstand westlich des Dorfes ein System von Teichen und der Blato wurde zum größten Teich Böhmens ausgebaut. Seine Wasserfläche war etwa um ein Drittel größer als die des Rosenberg-Weihers. Zum Ende des 18. Jahrhunderts wurde die Teichwirtschaft aufgegeben und durch Melioration wurde aus den sumpfigen Blatowiesen im 19. Jahrhundert Weideland gewonnen.
Nach der Aufhebung der Patrimonialherrschaften bildete Senice ab 1850 mit dem Ortsteil Laubenthal und dem Blatohof eine Gemeinde im Bezirk Poděbrady. 1868 eröffnete im Dorf eine evangelische Schule. Während des Zweiten Weltkrieges landeten bei Senice am 29. Dezember 1941 irrtümlicherweise die drei tschechoslowakischen Fallschirmspringer Alfréd Bartoš, Josef Valčík und Jiří Potůček, die die zur Vorbereitung eines Attentates auf Reinhard Heydrich eingeflogene Gruppe Silver B bildeten. Zum 1. Januar 1961 kam Senice zum Okres Nymburk. 1970 erfolgte die Eingemeindung nach Okřínek, seit 1992 besteht die Gemeinde wieder.

## Gemeindegliederung
Für die Gemeinde Senice sind keine Ortsteile ausgewiesen.

## Sehenswürdigkeiten
- Gedenkstein für die Opfer des Ersten Weltkrieges
- Gedenkstein für die Gruppe Silver B, geweiht am 16. Juni 1968

## Persönlichkeiten
In Senice lebte lange Zeit der Puppenmacher und -spieler Jaroslav Koloděj.